# JEWEL
JEWEL（ジュエル）とは、2008年のスーパー耐久イメージガールを務めた、スタイルコーポレーション所属の女性アイドルグループである。

## メンバー
| 名前 （よみ）              | プロフィール                            | 備考                                  |
| -------------------------- | --------------------------------------- | ------------------------------------- |
| 栗原海 （くりはら うみ）   | 1981年6月13日（43歳）、千葉県出身、O型  | リーダー 元DIGICCO                    |
| 小林麻衣 （こばやし まい） | 1983年10月30日（41歳）、埼玉県出身、B型 |                                       |
| 伊藤友美 （いとう ゆみ）   | 1990年5月2日（34歳）、宮城県出身、B型   | 史上初の平成生まれのS耐イメージガール |

メンバーについて
- 伊藤は当時満18歳で、歴代のS耐イメージガールとしては最年少記録であった。また活動当時、年齢が10代後半だったS耐イメージガールは、初代のSuper Girls 2000（2000年）の遠藤ゆう[1]、2代目のBaccara Five（2001年）の川井かおり[2]、大鳥みゆき[3]に続き4人目だったが、10代後半のメンバーがいたS耐イメージガールは本ユニットを最後に出ていない（2015年現在）。
- 前年の「Vanilla」同様、2年連続して東京都出身者がメンバーに選ばれていない。
- 本ユニット解散後、血液型がA型のメンバーがいないS耐イメージガールユニットは2015年の「Nextyle.」まで7年間なかった。

## 来歴

### 2008年
- 1月：当時「DIGICCO」解散直後でスタイルコーポレーションに移籍したばかりだった栗原海と、ダンサーとしてのキャリアを持つ小林麻衣、高校生レースクイーンとして注目されていた伊藤友美の3人により結成。1月12日～13日に出演した東京オートサロンのスタイルブースで初お披露目。
- 4月16日：自動車レース「スーパー耐久」シリーズのイメージガール“Super Girls 2008”に選ばれる。
- 6月14日：1stシングル『もっともっと』発売。
- 9月6日：2ndシングル『Dear…』発売。この日岡山国際サーキットで行われたスーパー耐久第5戦の会場にて販売を開始したが、製造していたディスクに不具合が発生し、一時回収される事態が起こった。
- 10月18日：3rdシングル『Forever Dream』発売。
- 11月15日：4thシングル『Memory』発売。
- 11月29日～30日：お台場船の科学館駅前にて開催されたイベント「games tokyo 2008」にてライブを行う。

### 2009年
- 1月10日：DVD『OUR SONGS』発売。
- 1月10日～11日：東京オートサロン2009にてライブを行う。
- 3月7日に名古屋、8日に大阪でDVD発売イベントを開催。ミニライブではスタンドマイクで戸惑いながら行っていた。
- 3月10日：栗原が2009年度スーパー耐久のイメージガールを務めることが発表される。
- 3月14日：事務所主催のラスト撮影会を開催。
- 3月28日～29日：この日ツインリンクもてぎで開催されたスーパー耐久第1戦のステージでイメージガール引継ぎ式を行う。
- 6月27日：「第19回戸田競艇グランドチャンピオン決定戦競走」のステージイベントに出演。これが「JEWEL」としては最後のステージとなったが、伊藤は体調不良により欠席だった。

## リリース作品
CD
1. もっともっと（2008年6月14日）
2. Dear…（2008年9月6日）
3. Forever Dream（2008年10月18日）
4. Memory（2008年11月15日）

DVD
1. OUR SONGS（2009年1月10日）

## 補足
- グループ解散後、小林は音楽ユニット「T-Pistonz+KMC」のダンサー“周舞々”（しゅうまいまい）として活動、伊藤は体調不良などの諸事情によりスタイルを退所後、地元宮城県に戻ってタレント活動を再開。栗原は翌年のS耐イメージガールユニット「JUICY」のメンバーとして活動していたが、2010年3月をもってユニットを卒業した後、同年4月11日の撮影会を最後にスタイルを退所した。
- 毎年7月中旬に開催されていた「十勝24時間レース」はこの翌年に開催地だった十勝インターナショナルスピードウェイが経営破綻したことにより、翌年以降の開催が不可能となったため、北海道でのスーパー耐久レース開催は現時点でこの年が最後となっている。